# José Ángel Zúñiga Huete
José Ángel Zúñiga Huete (*San Antonio de Oriente, 4 de junio de 1885 – México, 1 de abril de 1953) fue un abogado y político hondureño, líder del Partido Liberal de Honduras al cual representó en dos ocasiones como candidato presidencial. Opositor al régimen dictatorial de Tiburcio Carias Andino, fue exiliado al extranjero.

## Biografía

### Primeros años y formación académica
José Ángel Zúñiga Huete, conocido como “Changel”, nació en el Valle de Yeguare, San Antonio de Oriente. Fue hijo de José Manuel Zúñiga Medal y de Hortensia Huete (1861-1936), y hermano del ingeniero civil Ramiro Zúñiga Huete. 
Su educación escolar la haría en una escuela privada de la localidad, seguidamente en 1892 parte con rumbo a Tegucigalpa para continuar sus estudios primarios en la escuela “Villa de la Concepción” de Comayagüela. En 1897 ingresa a estudiar secundaria en el Colegio de Segunda Enseñanza Privada de Monseñor Ernesto Fiallos; seguidamente en 1900 se matriculó en el Instituto Nacional que dirigía el profesor Pedro Nufio, para finalizar su bachillerato. En 1903 dejó los estudios debido a que tuvo que huir del país para salvar su vida. En Guatemala retomó los estudios y regresó a Honduras en 1904 donde sostuvo la equivalencia de Magisterio en el Instituto Normal de Varones de Nufio. En 1909 ingresó a la Escuela de Derecho de la Universidad Nacional de Honduras, entre sus compañeros de aulas estaban: Antonio R. Reina, Carlos Laínez Espinoza, Constantino Garay, Gregorio Selva, Octavio Milla, Luis Suazo, José María Martínez, Simón Reyes Jácome, José María Matute, Juan Manuel Gálvez, Salatiel Rosales y Manuel Valladares Núñez. Sus estudios en la carrera de Derecho los culminaría en Costa Rica, debido a otra persecución política en su contra.

## Vida política
En 1902, Zúñiga Huete, a los diecisiete años de edad, ingresa a formar parte de la Juventud Liberal de Honduras, que apoya la candidatura del Doctor Juan Ángel Arias Boquín; al año siguiente (1903) Arias Boquín, logra la presidencia pero fracasa al no poderla mantener debido al alzamiento de armas ocasionado por el general Manuel Bonilla Chirios y sus seguidores, que se hacen de la administración. Zúñiga tuvo que abandonar por primera vez el país con rumbo a Guatemala debido a la persecución ordenada por Bonilla. Regresando hasta 1904 y continuando su vida normal. 
En 1913 durante el gobierno del Doctor Francisco Bertrand Barahona, Zúñiga tuvo nuevamente que salir por segunda vez del país, con destino a Costa Rica, producto de un artículo que publicó en el diario “El Cronista”, titulado “Somos ciudadanos o somos esclavos”. Al regresar a Honduras en 1918, el ambiente estaba caldeado, los liberales solicitaban ir a las urnas, Bertrand Barahona después de la muerte de Bonilla, se había afianzado en el poder y al año siguiente 1919, estalló la Revolución del 19, en donde el pueblo hondureño se lanzase en batallas fratricidas a lo largo y ancho del territorio. Por su parte, Zúñiga Huete se mostraba del lado de los rebeldes y desconociendo a sus antiguos amigos y compañeros de clases debido a la línea política que los dividía. Seguidor del general Rafael López Gutiérrez, Zúñiga Huete contribuyó con su capacidad y valentía en la victoria de “Pacán” y así López Gutiérrez llegaría al poder en 1920 y con ello un cambio ideológico político no visto desde 1903, dieciséis años atrás. Gracias a su pericia fue nombrado Ministro de Gobernación y Comandante de Armas de la ciudad de Tegucigalpa.
En 1920 —contando con 35 años de edad— Zúñiga Huete, se postulaba como una de las jóvenes promesas liberales, es así que es nombrado Presidente de la Convención Nacional Liberal de ese año.
Para 1920, también fungió como Gobernador de Tegucigalpa.   
La ciudad capital estaba bajo su orden cuando fue sitiada por los rebeldes en la Guerra civil de 1924, cuando Rafael López Gutiérrez se declaró dictador de Honduras; gracias a su empeño y destreza logró resistir frente a los embates comandados por Tiburcio Carías Andino, Vicente Tosta Carrasco, Gregorio Ferrera y Martínez Fúnez; caído el régimen Zúñiga Huete volvió a emigrar a El Salvador, en Honduras se instaló el general Vicente Tosta Carrasco como presidente y la democracia volvió al país. 
En 1929 ascendió como presidente el intibucano y liberal doctor Vicente Mejía Colindres, quien confió en el tesón de Zúñiga Huete y lo nombró asesor de negocios de Honduras en la república de Nicaragua; es en aquel país donde conoce a Clementina Tellería Somarriba, con quien contrajo nupcias después en la ciudad de Managua. 
Durante la administración de Mejía Colindres, Zúñiga Huete recuperó el liderazgo del Partido Liberal y aseguró su nominación para las elecciones de 1932. A diferencia de la situación de 1923, su compañero de campaña Francisco Paredes Fajardo, ahora se dirigía directamente al pueblo sampedrano.

### Candidato presidencial
La Convención Liberal de mayo de 1931, le nombró como candidato oficial presidencial, no había otro excepcional hombre, capaz de suceder a Mejía Colindres y que demostrara tanta entereza en la política. Zúñiga se enfrentaría en las elecciones contra la fórmula nacionalista del Doctor y general don Tiburcio Carías Andino que iba como presidente y al ingeniero y general don Abraham Williams Calderón como vicepresidente.
Rafael Heliodoro Valle, escribió a su compañero de aulas en el Colegio Normal de Varones de Tegucigalpa, así: 

Mi distinguido amigo: apenas tuve noticias de su candidatura presidencial decidí romper mi propósito en la política de abstención en la política de Honduras, habiendo firmado el manifiesto en que un grupo de mis compatriotas acaba de postularlo. Su cultura, su valor a toda prueba, su honradez y sobre todo, su moderna visión de los problemas de Honduras, son plenas garantías para los que deseamos ver una patria nueva que se incorpore al movimiento renovador del mundo. Le siguen desde aquí mis votos más cordiales para su triunfo.

A la misiva, Huete contestó: 

Muy estimado y distinguido amigo Valle. Su carta del 18 de junio anterior me honra en grado que compromete mi gratitud muy sincera y cordialmente. El prestigio de su nombre y el de su reputación literaria puesta al servicio de nuestra causa, son motivo de orgullo para nuestras filas. La elite de la intelectualidad del país está con nosotros, y en ella es usted de los vanguardistas. Hay en la República un gran entusiasmo en el liberalismo, y hasta este momento a los ojos de propios y extraños, las mejores posiciones de la batalla cívica están en nuestro poder. Solo falta para la victoria, que lleguemos con igual fortuna hasta las postrimerías de octubre venidero. Acepte con mis agradecimientos por sus finas apreciaciones, el testimonio de mi aprecio, y téngame por su afectísimo servidor y amigo de siempre.

El escrutinio final de las elecciones generales reflejaba la derrota para el Partido Liberal y al haber solicitado un recuento, manipulación y posible fraude, Zúñiga Huete volvió a salir de Honduras en 1932, esta vez con rumbo a México, donde estuvo durante los 16 años del gobierno del presidente Carías.
En 1948 cuando el liberalismo lo vuelve a postular como su candidato presidencial frente a su viejo amigo y compañero de aulas universitarias, el abogado y general Juan Manuel Gálvez. Señaladas las elecciones generales para presidente el 7 de octubre de 1948, previamente en el mes de septiembre de 1948, Zúñiga Huete y su partido deciden abstenerse de ir a los comicios señalados y por los ataques en su contra y temiendo un arresto, decidió asilarse en la legación de Cuba y salir escoltado por cubanos hacia México, donde residía su familia. Visitación Padilla fue una de las líderes femeninas que apoyaron en gran medida a Zúñiga Huete, ya que luchó en esta campaña, por la igualdad entre géneros en Honduras. Juan Manuel Gálvez fue elegido sucesor presidencial de Carías Andino y como vicepresidente el contable Julio Lozano Díaz, a lo que Zúñiga Huete calificaba desde el extranjero como continuidad de la dictadura conservadora.

## Escritor
Durante su estadía en México, Zúñiga Huete recopiló importante información sobre la vida y obra del general Francisco Morazán, a quien dedicó su obra “Morazán: un representativo de la democracia americana” y publicó en Ciudad de México en 1947.

## Deceso
José Ángel Zúñiga Huete, falleció en México en el mes de abril de 1953, víctima de problemas cardíacos y a los 67 años de edad.

## Legado
Conocido como el “León del Liberalismo” José Ángel Zúñiga Huete, no pudo administrar a una Honduras, que tenía la historia ya escrita, sus ideas, filosofía, valor y tenacidad, le valieron en la vida para llevar el merecido mote, siempre defensor del pueblo y de un fulgurante liberalismo.
Su casa de habitación, donde vio la luz en la localidad de San Antonio de Oriente, se encuentra deteriorada y en ruinas, un rótulo que tiene escrito “Aquí nació el Dr. José Ángel Zúniga Huete” es lo único identificable de aquel sitio donde creció uno de los líderes más prominentes de Honduras.

## Homenaje Póstumo
- Centro de Educación Básica  "Doctor José Ángel Zúñiga Huete” en la ciudad de El Progreso, departamento de Yoro.